# 1182
1182 (MCLXXXII) fue un año común comenzado en viernes del calendario juliano.

## Nacimientos
- Fecha desconocida: Alejo IV, emperador bizantino (1203-1204) (m. 1204).
- Fecha desconocida: Leonor, princesa aragonesa y condesa tolosana (m. 1226).
- 26 de septiembre: Francisco de Asís, religioso y santo italiano (m. 1226).
- García Fernández de León, hijo ilegítimo del rey Fernando II de León y de Urraca López de Haro.

## Fallecimientos
- María de Antioquía, emperatriz bizantina.